# Typ 95 Ha-gó
Typ 95 Ha-gó byl japonský lehký tank užívaný ve druhé světové válce. Jednalo se o zcela novou konstrukci japonského stroje, jehož prototyp byl vyroben roku 1934 firmou Dowa Jidosha. Tank měl svařovanou a nýtovanou konstrukci, jeho osádku tvořili tři muži. V korbě vedle sebe seděli řidič a přední kulometčík. Jenom velitel měl své místo ve stísněné věži. Sériově se začal vyrábět roku 1936 ve firmě Mitsubishi, na základě zkušeností z čínského bojiště byl tank postupně modernizován. Několik tanků bylo vyzbrojeno kanónem ráže 47 mm, dokonce došlo i k osazení druhým kanónem ráže 37 mm místo kulometu. Do roku 1943 bylo vyrobeno 2093 kusů, jedná se tak o nejvíc produkovaný japonský tank. Tank byl však, stejně jako M3 Stuart, účinný jenom proti pěchotě.

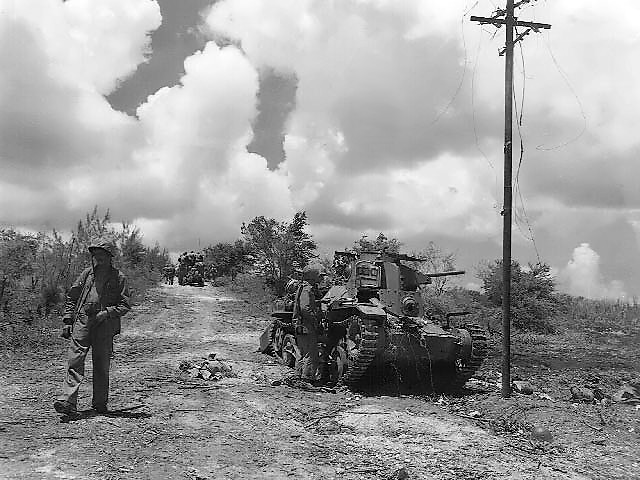
Zničený tank Ha-gó na Tinianu